# Arhipelagul Aves
Arhipelagul Las Aves se află în Marea Caraibilor, la nord de statele Aragua și Carabobo, între insula Dutch și Bonaire la vest și arhipelagul Los Roques, fiind Proprietatea Federală (Dependencias Federales), un teritoriu special al Venezuelei.
Coordonatele arhipelagului: 12°00′N 67°40′V / 12.000°N 67.667°V

## Insulele care aparțin de arhipelag

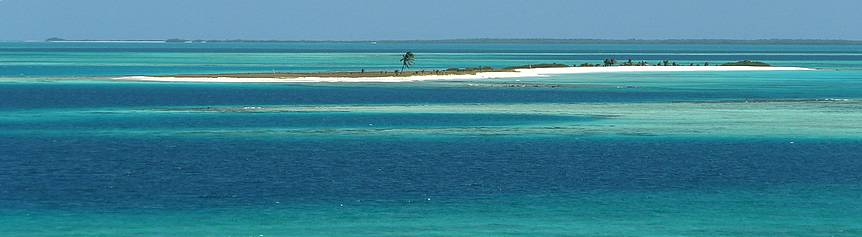
Arhipelagul Las Aves

Arhipelagul este format din două recife care arată ca niște atoluri: 
- Grupul de est: Aves de Barlovento, formațiune din recife cu diametrul de 8 km format din insulele:
  - Isla Aves de Barlovento
  - Isla Tesoro
  - Cayo Bubi
  - Cayo de Las Bobas

- Grupul de vest format din: 
  - Isla Aves de Sotavento
  - Isla Larga
  - Cayo Tirra
  - Isla Saquisaqui
  - Cayos de La Colonia
  - Isla Maceta
  - Cayo Sterna

În total în cele două grupuri sunt 21 insule, a nu se confunda cu Insula Aves.